# Arkussinus und Arkuskosinus

Arkussinus und Arkuskosinus im kartesischen Koordinatensystem
arcsin (x)
arccos (x)

Beispiel: Umkehrung der Kosinus- und Sinusfunktion

Der Arkussinus – geschrieben {\displaystyle \arcsin } oder {\displaystyle \operatorname {asin} } – und der Arkuskosinus (oder auch Arkuscosinus) – geschrieben {\displaystyle \arccos } oder {\displaystyle \operatorname {acos} } – sind Umkehrfunktionen der (geeignet) eingeschränkten Sinus- bzw. Kosinusfunktion. Sinus und Kosinus sind Funktionen, die einen Winkel auf einen Wert im Intervall {\displaystyle [-1,1]} abbilden; als deren Umkehrfunktionen bilden Arkussinus und Arkuskosinus einen Wert aus {\displaystyle [-1,1]} wieder auf einen zugehörigen Winkel ab. Da Sinus und Kosinus periodische Funktionen sind, gibt es aber zu jedem Wert aus {\displaystyle [-1,1]} unendlich viele zugehörige Winkel. Daher wird zur Umkehrung von Sinus und Kosinus deren Definitionsmenge auf das Intervall {\displaystyle [-{\tfrac {\pi }{2}},{\tfrac {\pi }{2}}]} für Sinus und auf {\displaystyle [0,\pi ]} für Kosinus eingeschränkt. Sinus und Kosinus sind auf diesen Intervallen streng monoton und daher umkehrbar.
Zusammen mit dem Arkustangens als Umkehrfunktion des (ebenfalls geeignet eingeschränkten) Tangens bilden der Arkussinus und Arkuskosinus den Kern der Klasse der Arkusfunktionen. Aufgrund der in neuerer Zeit für Umkehrfunktionen gebräuchlichen Schreibweise {\displaystyle f^{-1}} beginnen die namentlich auf Taschenrechnern verbreiteten Schreibweisen {\displaystyle \sin ^{-1}} und {\displaystyle \cos ^{-1}} die klassische Schreibweise {\displaystyle \arcsin } bzw. {\displaystyle \arccos } zu verdrängen, was eventuell zu Verwechslungen mit den Kehrwerten des Sinus und Kosinus (Kosekans und Sekans) führen kann.

## Definitionen
Im wissenschaftlichen Bereich werden Winkel im Bogenmaß angegeben. Mit dieser Maßeinheit ist die Sinusfunktion {\displaystyle 2\pi }-periodisch. Da sie innerhalb einer Periode nicht injektiv ist, muss ihr Definitionsbereich geeignet eingeschränkt werden, um eine umkehrbar-eindeutige Funktion zu erhalten. Hierfür gibt es mehrere Möglichkeiten, weshalb man von Zweigen des Arkussinus spricht. Meist wird der Hauptzweig (oder Hauptwert)
{\displaystyle \arcsin \colon [-1,1]\to \left[-{\frac {\pi }{2}},{\frac {\pi }{2}}\right],}
die Umkehrfunktion der Einschränkung der Sinusfunktion auf das Intervall {\displaystyle \left[-\pi /2,\pi /2\right]}, betrachtet.
Analog zum Arkussinus wird der Hauptzweig des Arkuskosinus als die Umkehrfunktion der Einschränkung der Kosinusfunktion auf das Intervall {\displaystyle [0,\pi ]} definiert. Dies ergibt mit
{\displaystyle \arccos \colon [-1,1]\to [0,\pi ]}
ebenfalls eine bijektive Funktion. Mittels
{\displaystyle \arccos(x)+\arcsin(x)={\frac {\pi }{2}}}
lassen sich diese beiden Funktionen ineinander umrechnen.
In den Anwendungsdisziplinen und insbesondere im technischen Bereich werden Winkel häufig in Grad gemessen. Der Hauptzweig der Sinusfunktion ist dann das Intervall {\displaystyle \left[-90^{\circ },90^{\circ }\right]} und der Hauptzweig der Kosinusfunktion das Intervall {\displaystyle \left[0,180^{\circ }\right]}. Entsprechend lauten die Wertebereiche des Arkussinus und Arkuskosinus. 

## Eigenschaften
|                  | Arkussinus | Arkuskosinus |
| ---------------- | --- | --- |
| Funktionsgraph   | Arcsin | Arccos |
| Definitionsmenge | {\displaystyle [-1,1]} | {\displaystyle [-1,1]} |
| Bildmenge        | {\displaystyle \left[-{\frac {\pi }{2}},{\frac {\pi }{2}}\right]} | {\displaystyle [0,\pi ]} |
| Monotonie        | streng monoton steigend | streng monoton fallend |
| Symmetrien       | Ungerade Funktion (Punktsymmetrie zu {\displaystyle (0,0)}): {\displaystyle \arcsin(-x)=-\arcsin(x)}                                                                       | Punktsymmetrie zu {\displaystyle \left(0,{\tfrac {\pi }{2}}\right)\colon } {\displaystyle \arccos(x)=\pi -\arccos(-x)}                     |
| Asymptoten       | keine | keine |
| Nullstellen      | Eine Nullstelle bei {\displaystyle x=0} | Eine Nullstelle bei {\displaystyle x=1} |
| Sprungstellen    | keine | keine |
| Polstellen       | keine | keine |
| Extrema          | Globales Maximum {\displaystyle {\tfrac {\pi }{2}}} an der Stelle {\displaystyle 1}, globales Minimum {\displaystyle -{\tfrac {\pi }{2}}} an der Stelle {\displaystyle -1} | Globales Maximum {\displaystyle \pi } an der Stelle {\displaystyle -1}, globales Minimum {\displaystyle 0} an der Stelle {\displaystyle 1} |
| Wendepunkte      | {\displaystyle (0,0)} | {\displaystyle \left(0,{\frac {\pi }{2}}\right)}                                                                                           |

## Formeln für negative Argumente
Aufgrund der Symmetrieeigenschaften gilt:
{\displaystyle \arcsin(-x)=-\arcsin(x)}
{\displaystyle \arccos(-x)=\pi -\arccos(x)}

## Reihenentwicklungen
Die Taylorreihe des Arkussinus erhält man durch Entwickeln der Ableitung in eine binomische Reihe und anschließende Integration, sie ist gegeben durch:
{\displaystyle {\begin{aligned}\arcsin(x)&=\sum _{k=0}^{\infty }{\frac {(2k-1)!!}{(2k)!!}}{\frac {x^{2k+1}}{2k+1}}=\sum _{k=0}^{\infty }{\binom {2k}{k}}{\frac {x^{2k+1}}{4^{k}(2k+1)}}=\sum _{k=0}^{\infty }\,{\frac {\operatorname {CBC} (k)}{4^{k}(2k+1)}}\,x^{2k+1}=\\&={x+{\frac {1}{2}}\cdot {\frac {x^{3}}{3}}+{\frac {1\cdot 3}{2\cdot 4}}\cdot {\frac {x^{5}}{5}}+{\frac {1\cdot 3\cdot 5}{2\cdot 4\cdot 6}}\cdot {\frac {x^{7}}{7}}+\dotsb }\end{aligned}}}
Die Taylorreihe des Arkuskosinus ergibt sich aus der Beziehung {\displaystyle \arccos x={\tfrac {\pi }{2}}-\arcsin x}:
{\displaystyle \arccos(x)={\frac {\pi }{2}}-\sum _{k=0}^{\infty }{\frac {(2k-1)!!}{(2k)!!}}{\frac {x^{2k+1}}{2k+1}}={\frac {\pi }{2}}-\sum _{k=0}^{\infty }{\binom {2k}{k}}{\frac {x^{2k+1}}{4^{k}(2k+1)}}}
Beide Reihen haben den Konvergenzradius 1.
Der Ausdruck {\displaystyle k!!} bezeichnet dabei die Doppelfakultät und mit dem Ausdruck CBC wird der Zentralbinomialkoeffizient bezeichnet:
{\displaystyle \operatorname {CBC} (x)={2x \choose x}={\frac {(2x)!}{(x!)^{2}}}={\frac {\Pi (2x)}{\Pi (x)^{2}}}=\prod _{n=1}^{\infty }\left[\left(1+{\frac {x}{n}}\right)^{2}\left(1+{\frac {2x}{n}}\right)^{-1}\right]}
So wird der Zentralbinomialkoeffizient mit Hilfe von der Fakultätsfunktion beziehungsweise der Gaußschen Pifunktion definiert.
Im Gegensatz zum Arkussinus selbst hat das Quadrat des Arkussinus in dessen MacLaurinschen Reihe den Zentralbinomialkoeffizienten nicht im Zähler, sondern im Nenner:
{\displaystyle {\begin{aligned}\arcsin(x)^{2}&=\sum _{n=1}^{\infty }\,{\frac {2^{2n-1}}{n^{2}\operatorname {CBC} (n)}}\,x^{2n}=\\&={x^{2}+{\frac {1}{3}}\cdot x^{4}+{\frac {8}{45}}\cdot x^{6}+{\frac {4}{35}}\cdot x^{8}+\dotsb }\end{aligned}}}
Das Gleiche gilt somit auch für den Quotienten aus Arkussinus und Pythagoräischer Gegenstückfunktion:
{\displaystyle {\begin{aligned}{\frac {\arcsin(x)}{\sqrt {1-x^{2}}}}&=\sum _{n=1}^{\infty }\,{\frac {2^{2n-1}}{n\operatorname {CBC} (n)}}\,x^{2n-1}\\&={x+{\frac {2}{3}}\cdot x^{3}+{\frac {8}{15}}\cdot x^{5}+{\frac {16}{35}}\cdot x^{7}+\dotsb }\end{aligned}}}

## Verkettungen mit Sinus und Kosinus
Für die Arkusfunktionen gelten unter anderem folgende Formeln:
{\displaystyle \sin(\arccos(x))={\sqrt {1-x^{2}}}}, denn für {\displaystyle y=\arccos(x)} gilt {\displaystyle y\in \left[0,{\pi }\right]} und {\displaystyle \sin(y)={\sqrt {1-\cos ^{2}(y)}}}.
{\displaystyle \cos(\arcsin(x))={\sqrt {1-x^{2}}}}, denn für {\displaystyle y=\arcsin(x)} gilt {\displaystyle y\in \left[-{\frac {\pi }{2}},{\frac {\pi }{2}}\right]} und {\displaystyle \cos(y)={\sqrt {1-\sin ^{2}(y)}}}.
{\displaystyle \sin(\arctan(x))={\frac {x}{\sqrt {1+x^{2}}}}}, denn für {\displaystyle y=\arctan(x)} gilt {\displaystyle y\in \left]-{\frac {\pi }{2}},{\frac {\pi }{2}}\right[} und {\displaystyle \sin(y)={\frac {\tan(y)}{\sqrt {1+\tan ^{2}(y)}}}}.
{\displaystyle \cos(\arctan(x))={\frac {1}{\sqrt {1+x^{2}}}}}, denn für {\displaystyle y=\arctan(x)} gilt {\displaystyle y\in \left]-{\frac {\pi }{2}},{\frac {\pi }{2}}\right[} und {\displaystyle \cos(y)={\frac {1}{\sqrt {1+\tan ^{2}(y)}}}}.

## Beziehung zum Arkustangens
Von besonderer Bedeutung in älteren Programmiersprachen ohne implementierte Arkussinus- und Arkuskosinusfunktion sind folgende Beziehungen, die es ermöglichen, den Arkussinus und Arkuskosinus aus dem vielleicht implementierten Arkustangens zu berechnen. Aufgrund obiger Formeln gilt
{\displaystyle \arcsin(x)=\arctan \left({\frac {x}{\sqrt {1-x^{2}}}}\right)}
{\displaystyle \arccos(x)={\frac {\pi }{2}}-\arctan \left({\frac {x}{\sqrt {1-x^{2}}}}\right)}
für {\displaystyle |x|<1.} Definiert man {\displaystyle \arctan \left({\tfrac {1}{0}}\right):=\lim _{t\to \infty }\arctan(t)={\tfrac {\pi }{2}},} so werden diese beiden Gleichungen auch für {\displaystyle x=\pm 1} richtig. Alternativ dazu kann man auch
{\displaystyle \arcsin(x)=2\arctan \left({\frac {x}{1+{\sqrt {1-x^{2}}}}}\right)}
{\displaystyle \arccos(x)={\frac {\pi }{2}}-2\arctan \left({\frac {x}{1+{\sqrt {1-x^{2}}}}}\right)}
verwenden, was sich aus Obigem durch Anwenden der Funktionalgleichung des Arkustangens ergibt und für {\displaystyle |x|\leq 1} gilt. Für {\displaystyle -1<x\leq 1} lässt sich Letzteres auch zu
{\displaystyle \arccos(x)=2\arctan \left({\sqrt {\frac {1-x}{1+x}}}\right)}
vereinfachen.

## Additionstheoreme
Die Additionstheoreme für Arkussinus und Arkuskosinus erhält man mit Hilfe der Additionstheoreme für Sinus und Kosinus:
{\displaystyle \arcsin x+\arcsin y=\left\{{\begin{array}{rcrl}\arcsin(\sin(\arcsin x+\arcsin y))&=&\arcsin \left(x{\sqrt {1-y^{2}}}+y{\sqrt {1-x^{2}}}\right)&{\text{wenn}}\quad xy\leq 0\quad {\text{oder}}\quad x^{2}+y^{2}\leq 1\\\pi -\arcsin(\sin(\arcsin x+\arcsin y))&=&\pi -\arcsin \left(x{\sqrt {1-y^{2}}}+y{\sqrt {1-x^{2}}}\right)&{\text{wenn}}\quad x>0\quad {\text{und}}\quad y>0\quad {\text{und}}\quad x^{2}+y^{2}>1\\-\pi -\arcsin(\sin(\arcsin x+\arcsin y))&=&-\pi -\arcsin \left(x{\sqrt {1-y^{2}}}+y{\sqrt {1-x^{2}}}\right)&{\text{wenn}}\quad x<0\quad {\text{und}}\quad y<0\quad {\text{und}}\quad x^{2}+y^{2}>1\\\end{array}}\right.}{\displaystyle \arccos x+\arccos y=\left\{{\begin{array}{rcrl}\arccos(\cos(\arccos x+\arccos y))&=&\arccos \left(xy-{\sqrt {1-x^{2}}}{\sqrt {1-y^{2}}}\right)&{\text{wenn}}\quad x+y\geq 0\\2\pi -\arccos(\cos(\arccos x+\arccos y))&=&2\pi -\arccos \left(xy-{\sqrt {1-x^{2}}}{\sqrt {1-y^{2}}}\right)&{\text{wenn}}\quad x+y<0\\\end{array}}\right.}
Daraus folgt insbesondere für doppelte Funktionswerte
{\displaystyle 2\arcsin x=\left\{{\begin{array}{rl}\arcsin \left(2x{\sqrt {1-x^{2}}}\right)&{\text{wenn}}\quad 2x^{2}\leq 1\\\pi -\arcsin \left(2x{\sqrt {1-x^{2}}}\right)&{\text{wenn}}\quad x>0\quad {\text{und}}\quad 2x^{2}>1\\-\pi -\arcsin \left(2x{\sqrt {1-x^{2}}}\right)&{\text{wenn}}\quad x<0\quad {\text{und}}\quad 2x^{2}>1\\\end{array}}\right.}
{\displaystyle 2\arccos x=\left\{{\begin{array}{rl}\arccos \left(2x^{2}-1\right)&{\text{wenn}}\quad x\geq 0\\2\pi -\arccos \left(2x^{2}-1\right)&{\text{wenn}}\quad x<0\\\end{array}}\right.}

## Ableitungen
Arkussinus
{\displaystyle {\frac {\mathrm {d} }{\mathrm {d} x}}\arcsin(x)={\frac {1}{\sqrt {1-x^{2}}}},\qquad -1<x<1}
Arkuskosinus
{\displaystyle {\frac {\mathrm {d} }{\mathrm {d} x}}\arccos(x)=-{\frac {1}{\sqrt {1-x^{2}}}},\qquad -1<x<1}
Umrechnung
{\displaystyle {\frac {\mathrm {d} }{\mathrm {d} x}}\arccos(x)=-{\frac {\mathrm {d} }{\mathrm {d} x}}\arcsin(x)}

## Integrale

### Standardisierte Integraldarstellungen
Die Integraldarstellungen des Arkussinus bzw. Arkuskosinus sind gegeben durch:
{\displaystyle \arcsin(x)=\int \limits _{0}^{x}{\frac {\mathrm {d} t}{\sqrt {1-t^{2}}}}=\int \limits _{0}^{1}{\frac {x}{\sqrt {1-x^{2}y^{2}}}}\,\mathrm {d} y}
{\displaystyle \arccos(x)=\int \limits _{x}^{1}{\frac {\mathrm {d} t}{\sqrt {1-t^{2}}}}={\frac {\pi }{2}}-\int \limits _{0}^{1}{\frac {x}{\sqrt {1-x^{2}y^{2}}}}\,\mathrm {d} y}

### Integralidentität mit dem Logarithmus Naturalis
Auch mit dem Logarithmus Naturalis kann für den Arkussinus eine Integralidentität aufgestellt werden:
{\displaystyle {\frac {1}{\sqrt {1-x^{2}}}}=\int \limits _{0}^{1}{\frac {4\,(y^{2}+1)}{\pi {\bigl [}(y^{2}+1)^{2}-4\,x^{2}y^{2}{\bigr ]}}}\,\mathrm {d} y}
Durch Bildung der Ursprungsstammfunktion bezüglich {\displaystyle x} entsteht folgende Formel:
| {\displaystyle \arcsin(x)=\int \limits _{0}^{1}{\frac {1}{\pi \,y}}\ln {\biggl (}{\frac {y^{2}+2xy+1}{y^{2}-2xy+1}}{\biggr )}\,\mathrm {d} y} |
Die nun gezeigte Integralidentität wurde durch den Mathematiker James Harper entdeckt und in seinen Werken A simple proof of {\displaystyle 1+1/2^{2}+1/3^{2}+\ldots =\pi ^{2}/6} und Another simple proof of {\displaystyle 1+1/2^{2}+1/3^{2}+\ldots =\pi ^{2}/6} aus dem Jahre 2003 behandelt. James Harper löste damit unter anderem das Basler Problem und konnte einige weitere Integralidentitäten aufstellen, welche das Bindeglied zwischen den Arkusfunktionen und den Areafunktionen beziehungsweise Logarithmusfunktionen darstellen. Beispielsweise gilt folgendes Integral:
{\displaystyle \int \limits _{0}^{1}{\frac {1}{y}}\ln {\biggl (}{\frac {y^{2}+y+1}{y^{2}-y+1}}{\biggr )}\,\mathrm {d} y={\frac {\pi ^{2}}{6}}}
Eine analoge Integralidentität nach demselben Grundmuster kann für das Quadrat des Arkuskosinus hervorgebracht werden:
| {\displaystyle \arccos(x)^{2}={\frac {\pi ^{2}}{3}}-\int \limits _{0}^{1}{\frac {2}{y}}\ln(y^{2}+2xy+1)\,\mathrm {d} y} |

### Integralidentität mit dem Areatangens Hyperbolicus
Und mit dem Areatangens Hyperbolicus kann für den Arkussinus eine Integralidentität aufgestellt werden:
{\displaystyle {\frac {2\arcsin(x)}{\sqrt {1-x^{2}}}}=\int \limits _{0}^{1}{\frac {2\,x}{\sqrt {(1-x^{2})(1-x^{2}y^{2})}}}\,\mathrm {d} y}
Durch Bildung der Ursprungsstammfunktion bezüglich {\displaystyle x} entsteht folgende Formel:
| {\displaystyle \arcsin(x)^{2}=\int \limits _{0}^{1}{\frac {2}{y}}\left[\operatorname {artanh} {\bigl (}y{\bigr )}-\operatorname {artanh} \left({\frac {{\sqrt {1-x^{2}}}\,y}{\sqrt {1-x^{2}y^{2}}}}\right)\right]\,\mathrm {d} y} |
Wenn der Grenzwert von dieser Identität für {\displaystyle x=1} berechnet wird, dann entsteht für dieses Integral über den Areatangens Hyperbolicus folgende Identität:
{\displaystyle \int \limits _{0}^{1}{\frac {1}{y}}\,\operatorname {artanh} (y)\,\mathrm {d} y={\frac {\pi ^{2}}{8}}}
Und mit dieser Formel kann das Basler Problem bewiesen werden:
{\displaystyle \int \limits _{0}^{1}{\frac {1}{y}}\,\operatorname {artanh} (y)\,\mathrm {d} y=\int \limits _{0}^{1}{\biggl (}{\frac {1}{y}}\sum _{n=1}^{\infty }{\frac {1}{2n-1}}\,y^{2n-1}{\biggr )}\,\mathrm {d} y=\sum _{n=1}^{\infty }{\frac {1}{(2n-1)^{2}}}}
Daraus folgt:
{\displaystyle \sum _{n=1}^{\infty }{\frac {1}{(2n-1)^{2}}}={\frac {\pi ^{2}}{8}}}

### Stammfunktionen von Arkussinus und Arkuskosinus
Arkussinus
{\displaystyle \int \arcsin(x)\,\mathrm {d} x=x\,\arcsin(x)+{\sqrt {1-x^{2}}}+C}
Arkuskosinus
{\displaystyle \int \arccos(x)\,\mathrm {d} x=x\,\arccos(x)-{\sqrt {1-x^{2}}}+C}

### Stammfunktion des kardinalisierten Arkussinus
Wenn der Arkussinus durch die identische Abbildungsfunktion geteilt wird, dann stellt diese Funktion den kardinalisierten Arkussinus dar.
Die ursprüngliche Stammfunktion des kardinalisierten Arkussinus ist das sogenannte Arkussinusintegral und dies ist eine nicht elementare Funktion:
{\displaystyle \int \limits _{0}^{x}{\frac {1}{y}}\arcsin(y)\,\mathrm {d} y=\int _{0}^{1}{\frac {1}{z}}\arcsin(xz)\,\mathrm {d} z=\operatorname {Si} _{2}(x)}
Nach dem Fundamentalsatz der Infinitesimalrechnung gilt somit:
{\displaystyle {\frac {\mathrm {d} }{\mathrm {d} x}}\operatorname {Si} _{2}(x)={\frac {1}{x}}\arcsin(x)}das bekannteste Beispiel für einen Wert dieser Stammfunktion:
{\displaystyle \int \limits _{0}^{1}{\frac {1}{x}}\arcsin(x)\,\mathrm {d} x=\operatorname {Si} _{2}(1)={\frac {\pi }{2}}\ln(2)}
Mit dem Satz von Fubini kann der nun genannte Wert des Integrals bewiesen werden:
{\displaystyle \operatorname {Si} _{2}(1)=\int \limits _{0}^{1}{\frac {1}{x}}\arcsin(x)\,\mathrm {d} x=\int \limits _{0}^{1}\int \limits _{0}^{1}{\frac {{\sqrt {1-x^{2}}}\,y}{(1-x^{2}y^{2}){\sqrt {1-y^{2}}}}}\,\mathrm {d} y\,\mathrm {d} x=}
{\displaystyle =\int \limits _{0}^{1}\int \limits _{0}^{1}{\frac {{\sqrt {1-x^{2}}}\,y}{(1-x^{2}y^{2}){\sqrt {1-y^{2}}}}}\,\mathrm {d} x\,\mathrm {d} y=\int \limits _{0}^{1}{\frac {\pi \,y}{2{\sqrt {1-y^{2}}}(1+{\sqrt {1-y^{2}}}\,)}}\,\mathrm {d} y={\frac {\pi }{2}}\ln(2)}
Mit diesem Arkussinusintegral kann ebenso das sogenannte Arkustangensintegral direkt erzeugt werden:
{\displaystyle 2\,\mathrm {Ti} _{2}{\bigl [}x(1+{\sqrt {1-x^{2}}})^{-1}{\bigr ]}=4\,\mathrm {Si} _{2}{\bigl (}{\tfrac {1}{2}}{\sqrt {1+x}}-{\tfrac {1}{2}}{\sqrt {1-x}}\,{\bigr )}-\mathrm {Si} _{2}(x)}

## Komplexe Argumente
{\displaystyle {\begin{aligned}\arcsin(a+b\,\mathrm {i} )=\quad {\frac {\operatorname {sgn^{+}} {a}}{2}}\cdot \arccos &\left({\sqrt {(a^{2}+b^{2}-1)^{2}+4b^{2}}}-(a^{2}+b^{2})\right)\\+\;\mathrm {i} \cdot {\frac {\operatorname {sgn^{+}} {b}}{2}}\cdot \operatorname {arcosh} &\left({\sqrt {(a^{2}+b^{2}-1)^{2}+4b^{2}}}+(a^{2}+b^{2})\right)\end{aligned}}}   mit {\displaystyle a,b\in \mathbb {R} }
{\displaystyle \arccos(a+b\,\mathrm {i} )={\frac {\pi }{2}}-\arcsin(a+b\,\mathrm {i} )}
Zur Funktion {\displaystyle \operatorname {arcosh} } siehe Areakosinus hyperbolicus, und für die Funktion {\displaystyle \operatorname {sgn^{+}} \colon \mathbb {R} \to \{-1,1\}} gilt
{\displaystyle \operatorname {sgn^{+}} (x):=2\cdot \Theta (x)-1={\begin{cases}+1&{\text{für }}x\geq 0\\-1&{\text{für }}x<0\end{cases}}}
mit der Heaviside-Funktion {\displaystyle \Theta }.

### Wichtige Funktionswerte
Siehe auch: Sinus und Kosinus: Wichtige Funktionswerte
Die folgende Tabelle listet die wichtigen Funktionswerte der beiden Arkusfunktionen auf.
| {\displaystyle x}                         | {\displaystyle \arcsin(x)}  | {\displaystyle \arcsin(x)}        | {\displaystyle \arccos(x)}  | {\displaystyle \arccos(x)}        |
| ----------------------------------------- | --------------------------- | --------------------------------- | --------------------------- | --------------------------------- |
| {\displaystyle 0}                         | {\displaystyle 0^{\circ }}  | {\displaystyle 0}                 | {\displaystyle 90^{\circ }} | {\displaystyle {\frac {\pi }{2}}} |
| {\displaystyle {\frac {1}{2}}}            | {\displaystyle 30^{\circ }} | {\displaystyle {\frac {\pi }{6}}} | {\displaystyle 60^{\circ }} | {\displaystyle {\frac {\pi }{3}}} |
| {\displaystyle {\frac {1}{2}}{\sqrt {2}}} | {\displaystyle 45^{\circ }} | {\displaystyle {\frac {\pi }{4}}} | {\displaystyle 45^{\circ }} | {\displaystyle {\frac {\pi }{4}}} |
| {\displaystyle {\frac {1}{2}}{\sqrt {3}}} | {\displaystyle 60^{\circ }} | {\displaystyle {\frac {\pi }{3}}} | {\displaystyle 30^{\circ }} | {\displaystyle {\frac {\pi }{6}}} |
| {\displaystyle 1}                         | {\displaystyle 90^{\circ }} | {\displaystyle {\frac {\pi }{2}}} | {\displaystyle 0^{\circ }}  | {\displaystyle 0}                 |

Weitere wichtige Werte sind:
| {\displaystyle x}                                         | {\displaystyle \arcsin(x)}  | {\displaystyle \arcsin(x)}           | {\displaystyle \arccos(x)}  | {\displaystyle \arccos(x)}           |
| --------------------------------------------------------- | --------------------------- | ------------------------------------ | --------------------------- | ------------------------------------ |
| {\displaystyle {\tfrac {1}{4}}({\sqrt {6}}-{\sqrt {2}})}  | {\displaystyle 15^{\circ }} | {\displaystyle {\tfrac {\pi }{12}}}  | {\displaystyle 75^{\circ }} | {\displaystyle {\tfrac {5\pi }{12}}} |
| {\displaystyle {\tfrac {1}{4}}\left({\sqrt {5}}-1\right)} | {\displaystyle 18^{\circ }} | {\displaystyle {\tfrac {\pi }{10}}}  | {\displaystyle 72^{\circ }} | {\displaystyle {\tfrac {2\pi }{5}}}  |
| {\displaystyle {\tfrac {1}{4}}{\sqrt {10-2{\sqrt {5}}}}}  | {\displaystyle 36^{\circ }} | {\displaystyle {\tfrac {\pi }{5}}}   | {\displaystyle 54^{\circ }} | {\displaystyle {\tfrac {3\pi }{10}}} |
| {\displaystyle {\tfrac {1}{4}}\left(1+{\sqrt {5}}\right)} | {\displaystyle 54^{\circ }} | {\displaystyle {\tfrac {3\pi }{10}}} | {\displaystyle 36^{\circ }} | {\displaystyle {\tfrac {\pi }{5}}}   |
| {\displaystyle {\tfrac {1}{4}}{\sqrt {10+2{\sqrt {5}}}}}  | {\displaystyle 72^{\circ }} | {\displaystyle {\tfrac {2\pi }{5}}}  | {\displaystyle 18^{\circ }} | {\displaystyle {\tfrac {\pi }{10}}}  |
| {\displaystyle {\tfrac {1}{4}}({\sqrt {6}}+{\sqrt {2}})}  | {\displaystyle 75^{\circ }} | {\displaystyle {\tfrac {5\pi }{12}}} | {\displaystyle 15^{\circ }} | {\displaystyle {\tfrac {\pi }{12}}}  |

### Kettenbruchdarstellung des Arkussinus
H. S. Wall fand 1948 für den Arkussinus folgende Darstellung als Kettenbruch:
{\displaystyle \arcsin(x)={\frac {x{\sqrt {1-x^{2}}}}{1-{\cfrac {1\cdot 2x^{2}}{3-{\cfrac {1\cdot 2x^{2}}{5-{\cfrac {3\cdot 4x^{2}}{7-{\cfrac {3\cdot 4x^{2}}{9-{\cfrac {5\cdot 6x^{2}}{11-\ldots }}}}}}}}}}}}}

### Komplexe Funktion
Man kann Arkussinus und Arkuskosinus auch durch den Hauptzweig des komplexen Logarithmus ausdrücken:
{\displaystyle \arcsin z=-\mathrm {i} \,\ln \left(\mathrm {i} z+{\sqrt {1-z^{2}}}\right)}
{\displaystyle \arccos z=-\mathrm {i} \,\ln \left(z+\mathrm {i} {\sqrt {1-z^{2}}}\right)}
Diese beiden Formeln kann man wie folgt herleiten:
Für {\displaystyle \arcsin z}:
{\displaystyle {\begin{aligned}\sin(x)&={\frac {\mathrm {e} ^{\mathrm {i} x}-\mathrm {e} ^{-\mathrm {i} x}}{2\mathrm {i} }}\\{\frac {\mathrm {e} ^{\mathrm {i} x}-\mathrm {e} ^{-\mathrm {i} x}}{2\mathrm {i} }}&=z\\\mathrm {e} ^{\mathrm {i} x}-{\frac {1}{\mathrm {e} ^{\mathrm {i} x}}}&=2z\mathrm {i} \\(\mathrm {e} ^{\mathrm {i} x})^{2}-1&=2z\mathrm {i} \mathrm {e} ^{\mathrm {i} x}\\(\mathrm {e} ^{\mathrm {i} x})^{2}-2z\mathrm {i} \mathrm {e} ^{\mathrm {i} x}-1&=0\\\mathrm {e} ^{\mathrm {i} x}&=-{\frac {-2z\mathrm {i} }{2}}\pm {\sqrt {\left({\frac {-2z\mathrm {i} }{2}}\right)^{2}-(-1)}}\\\mathrm {e} ^{\mathrm {i} x}&=z\mathrm {i} \pm {\sqrt {1-z^{2}}}\\\mathrm {i} x&=\ln(z\mathrm {i} \pm {\sqrt {1-z^{2}}})\\x&={\frac {\ln(z\mathrm {i} \pm {\sqrt {1-z^{2}}})}{\mathrm {i} }}\\x&={\frac {\ln(z\mathrm {i} \pm {\sqrt {1-z^{2}}})\,\mathrm {i} }{\mathrm {i} ^{2}}}\\x&={\frac {\ln(z\mathrm {i} \pm {\sqrt {1-z^{2}}})\,\mathrm {i} }{-1}}\\x&=-\mathrm {i} \,\ln(z\mathrm {i} \pm {\sqrt {1-z^{2}}})\\\arcsin z&=-\mathrm {i} \,\ln(z\mathrm {i} \pm {\sqrt {1-z^{2}}})\\\end{aligned}}}
Für {\displaystyle \arccos z}:
{\displaystyle {\begin{aligned}\cos(x)&={\frac {\mathrm {e} ^{\mathrm {i} x}+\mathrm {e} ^{-\mathrm {i} x}}{2}}\\{\frac {\mathrm {e} ^{\mathrm {i} x}+\mathrm {e} ^{-\mathrm {i} x}}{2}}&=z\\\mathrm {e} ^{\mathrm {i} x}+{\frac {1}{\mathrm {e} ^{\mathrm {i} x}}}&=2z\\(\mathrm {e} ^{\mathrm {i} x})^{2}+1&=2z\mathrm {e} ^{\mathrm {i} x}\\(\mathrm {e} ^{\mathrm {i} x})^{2}-2z\mathrm {e} ^{\mathrm {i} x}+1&=0\\\mathrm {e} ^{\mathrm {i} x}&=-{\frac {-2z}{2}}\pm {\sqrt {\left({\frac {-2z}{2}}\right)^{2}-1)}}\\\mathrm {e} ^{\mathrm {i} x}&=z\pm {\sqrt {z^{2}-1}}\\\mathrm {i} x&=\ln(z\pm \mathrm {i} {\sqrt {1-z^{2}}})\\x&={\frac {\ln(z\pm \mathrm {i} {\sqrt {1-z^{2}}})}{\mathrm {i} }}\\x&={\frac {\ln(z\pm \mathrm {i} {\sqrt {1-z^{2}}})\,\mathrm {i} }{\mathrm {i} ^{2}}}\\x&={\frac {\ln(z\pm \mathrm {i} {\sqrt {1-z^{2}}})\,\mathrm {i} }{-1}}\\x&=-\mathrm {i} \,\ln(z\pm \mathrm {i} {\sqrt {1-z^{2}}})\\\arccos z&=-\mathrm {i} \,\ln(z\pm \mathrm {i} {\sqrt {1-z^{2}}})\\\end{aligned}}}